# Bottoms
Bottoms é um filme estadunidense de 2023, dos gêneros comédia erótica e amadurecimento, dirigido por Emma Seligman, estrelado por Rachel Sennott e Ayo Edebiri, e coestrelado por Havana Rose Liu, Kaia Gerber, Nicholas Galitzine, Dagmara Domińczyk e Marshawn Lynch.
A trama retrata a história de duas garotas do ensino médio que criam um clube de autodefesa para mulheres com o intuito de impressionar líderes de torcida.
Embora o título brasileiro tenha sido inicialmente anunciado como "Clube da Luta para Meninas", o nome "Bottoms" foi mantido na versão final da distribuição.
"Bottoms" estreou no SXSW em 11 de março de 2023, e foi lançado nos Estados Unidos em 25 de agosto de 2023, pela Metro-Goldwyn-Mayer. No Brasil, o filme foi lançado diretamente na Amazon Prime Video em 21 de novembro de 2023. O filme recebeu críticas positivas, com elogios especiais direcionados à direção e atuação do elenco.

## Enredo
PJ (Rachel Sennott) e Josie (Ayo Edebiri) são melhores amigas que se sentem excluídas dos círculos sociais da escola Rockbridge Falls. Além disso, ambas são virgens e lésbicas, com sentimentos secretos por duas líderes de torcida populares: Josie é apaixonada por Isabel (Havana Rose Liu), e PJ por Brittany (Kaia Gerber). No início do ano escolar, elas vão à feira local com Hazel (Ruby Cruz), uma terceira amiga. Após tentarem, sem sucesso, flertar com suas paixões, Josie e PJ decidem ir embora mais cedo. No caminho de volta, elas testemunham uma discussão entre Isabel e Jeff (Nicholas Galitzine), o quarterback do time de futebol da escola. Para se afastar de Jeff, Isabel acaba entrando no carro de PJ e Josie. Quando Jeff bloqueia o caminho do carro, elas acabam batendo levemente em seus joelhos. Jeff cai no chão, fingindo estar gravemente ferido.
Quando as aulas começam, surgem boatos de que PJ e Josie foram enviadas para a detenção juvenil durante o verão por terem brigado fisicamente com Jeff. Diante da ameaça de expulsão pelo diretor Meyers (Wayne Péré), Josie mente, alegando que estavam apenas praticando para um "clube de autodefesa" feminista. PJ e Josie decidem realmente criar o clube de autodefesa com a ajuda de Hazel, embora seu objetivo secreto seja atrair garotas atraentes. Elas convencem o Sr. G (Marshawn Lynch), um professor descuidado e desinteressado que está passando por um divórcio, a ser o conselheiro do clube, acreditando que ele não comparecerá às reuniões. No entanto, ele aparece e, ao testemunhar a violência no clube, tenta fechá-lo. PJ e Josie conseguem convencê-lo de que o clube se dedica ao empoderamento feminino, o que faz ele se interessar mais pelo feminismo.
O clube se torna mais unido através de suas práticas caóticas e violentas, enquanto as duas continuam fingindo serem delinquentes juvenis. Tim (Miles Fowler), o melhor amigo superprotetor de Jeff e também jogador dos Vikings, começa a suspeitar que elas nunca foram para a detenção juvenil. Ele decide ligar para os centros juvenis locais para verificar se há algum registro delas. Hazel descobre que sua mãe, Sra. Callahan (Dagmara Domińczyk), está tendo um caso com Jeff e revela a informação para Isabel. Em resposta, Isabel termina com ele em público, na frente dos outros alunos no refeitório. Em retaliação, o clube decide vandalizar a casa de Jeff com ovos e papel higiênico. No entanto, Hazel constrói uma bomba que acaba explodindo o carro do rapaz. Tim começa a suspeitar que o clube esteja por trás de tudo, e todas as integrantes, exceto PJ, concordam que o clube deve ser encerrado assim que Tim contar o ocorrido ao diretor. Com a dissolução do clube iminente, PJ e Hazel brigam e trocam palavras insensíveis. Na noite seguinte, Josie convida Isabel para sua casa, e as duas acabam fazendo sexo. Enquanto isso, PJ beija Brittany, que revela ser heterossexual.
No evento de torcida para o próximo jogo de futebol americano contra a escola tradicional rival Huntington, Tim convoca Hazel para representar o clube lutando contra o melhor boxeador da equipe escolar em combate. Embora Hazel se defenda bem por algum tempo, ela acaba perdendo a luta e fica gravemente ferida. Tim aproveita a ocasião e revela as mentiras por trás do "clube da luta" de PJ e Josie e do tempo irreal que elas passaram no reformatório para toda a escola. Com isso, elas discutem sobre quem era a responsável pelo clube e se desentendem, levando-as a serem ainda mais condenadas ao ostracismo na escola, até mesmo sendo repreendidas pelo Sr. G, que renuncia ao feminismo e volta aos seus velhos hábitos machistas.
Josie busca conselhos de Rhodes (Punkie Johnson), sua babá de infância, que revela que, por tradição, o time de futebol da Huntington pretende matar um jogador da Rockbridge no próximo jogo. Esperando evitar isso, PJ e Josie reacendem sua amizade e então se reconciliam com Hazel e o resto das garotas do clube, embora não consigam recrutar Isabel e Brittany. Elas percebem que os alunos da Huntington amarraram vários barris grandes de suco de abacaxi no sistema de irrigação do campo de futebol para matar Jeff, que é mortalmente alérgico a abacaxi.
Hazel tenta distrair a plateia explodindo uma árvore, mas a bomba falha. Ela e PJ conseguem desviar a atenção de todos se pegando publicamente. Com a chegada do time da Huntington, Isabel e Brittany se juntam novamente ao clube. Uma briga brutal e sangrenta acontece entre todos os jogadores de futebol e o clube da luta feminino. Josie heroicamente carrega Jeff para fora do campo de futebol para um lugar seguro, caindo em cima dele em seguida. Ele tenta beijá-la, mas ela rejeita o beijo honorário. Os jogadores são espancados pelas meninas e vários deles são mortos. Os sprinklers disparam e Tim acaba provando o suco de abacaxi, percebendo o plano de assassinato. Por causa disso, ele começa a celebrar o clube por salvar Jeff. Josie e Isabel se abraçam e se beijam, e a bomba finalmente explode a árvore, interrompendo a celebração.

## Elenco
- Rachel Sennott como PJ
- Ayo Edebiri como Josie
- Ruby Cruz como Hazel Callahan
- Havana Rose Liu como Isabel
- Kaia Gerber como Brittany
- Nicholas Galitzine como Jeff
- Miles Fowler como Tim
- Marshawn Lynch como Sr. G
- Dagmara Domińczyk como Sra. Callahan
- Punkie Johnson como Rhodes
- Zamani Wilder como Annie
- Summer Joy Campbell como Sylvie
- Virginia Tucker como Stella-Rebecca
- Wayne Péré como Diretor Meyers

## Produção
Em abril de 2021, foi anunciado que Seligman e Sennott estavam trabalhando com a Orion Pictures e a Brownstone Productions, ao lado de Elizabeth Banks, Max Handelman e Alison Small. A produção marca a terceira colaboração entre Seligman e Sennott depois do curta-metragem "Shiva Baby" (2018) e sua adaptação para um longa-metragem em 2020. Ao promover o filme, Seligman descreveu-o como uma "comédia colegial exagerada e queer no estilo de Wet Hot American Summer, mas mais para um público queer da Geração Z".
Seligman enfrentou significativas dificuldades durante os processos de apresentação, filmagem e edição da produção, a maioria das quais estava relacionada à natureza potencialmente alienante da premissa abertamente sexual e lésbica do filme. Ela e Sennott receberam várias rejeições ao apresentar o conceito a diversos estúdios, e muitas vezes nem sequer foram autorizadas a fazer uma apresentação adequada do projeto aos executivos. Além disso, várias empresas se recusaram a exibir seus produtos no filme devido ao seu conteúdo supostamente "ofensivo". Uma vez que seu projeto foi aceito pela Orion, elas tiveram dificuldade em encontrar campi de escolas secundárias em Nova Orleães dispostos a ceder seus espaços; Seligman teve que recorrer a filmar principalmente em uma escola primária abandonada e em um ginásio universitário. Os rascunhos iniciais do roteiro incluíam cenas de PJ e Josie sendo enviadas para um "campo de treinamento militar" para "garotas excitadas", onde a personagem de Punkie Johnson seria introduzida como chefe do acampamento; no entanto, essas cenas foram removidas devido à má recepção em sessões de teste.
Eunice Jera Lee foi a figurinista do filme. Ela se inspirou em "Grease" (1978), "Ferris Bueller's Day Off" (1986), "Heathers" (1988), "Um Crime entre Amigas" (1999) e "Bring It On" (2000).
Em 12 de setembro de 2022, o jornal The New York Times confirmou que as gravações haviam sido finalizadas. Sennott descreveu o filme como "duas garotas em uma cidade clássica de futebol americano que iniciam um clube da luta sob o pretexto de empoderamento feminino, mas na verdade é para que possam fazer sexo com líderes de torcida".

### Escolha de elenco
Em abril de 2022, foi anunciado que Ayo Edebiri, Marshawn Lynch, Ruby Cruz, Havana Rose Liu, Kaia Gerber, Nicholas Galitzine, Miles Fowler, Dagmara Domińczyk e Punkie Johnson foram escalados para o filme. As filmagens estavam programadas para acontecer em Nova Orleães entre 18 de abril e 27 de maio de 2022. Seligman disse que escalou Marshawn Lynch por sugestão de Mayo, que lhe mostrou sua participação na série "Murderville", da Netflix, onde ele improvisou diversas cenas e falas. Seligman também pensou que ter um "lendário jogador de futebol" retratando um conselheiro para garotas queers no filme seria uma boa representação para "esse tipo de personagem heterossexual masculino". Ela e Mayo "não esperavam totalmente" que Lynch aceitasse o papel quando ele recebeu o roteiro, com Lynch mais tarde dizendo que o aceitou como "uma oportunidade de corrigir seus erros", explicando que sua irmã havia se assumido lésbica quando ele tinha dezesseis anos e que, inicialmente, ele não lidou bem com isso; ele também conversou com sua irmã sobre o papel antes de aceitá-lo.

### Trilha sonora
A trilha sonora original do filme foi composta pela cantora inglesa Charli xcx e Leo Birenberg. Além disso, o filme traz outras canções, como: "Complicated", de Avril Lavigne; "Pain", de King Princess; "Total Eclipse of the Heart", de Bonnie Tyler; e "Party 4 U", da própria Charli.

## Lançamento
"Bottoms" estreou no SXSW em 11 de março de 2023. O filme teve um lançamento limitado em alguns cinemas dos Estados Unidos pela Metro-Goldwyn-Mayer em 25 de agosto de 2023, antes de ser distribuído para telas adicionais em 1º de setembro. A produção foi lançada no Canadá no mesmo dia. Na América do Norte, "Bottoms" foi lançado na Amazon Prime Video em 22 de setembro de 2023; já no Brasil, foi distribuído pela mesma plataforma em 21 de novembro de 2023.
Em 3 de novembro de 2023, a Warner Bros. distribuiu o filme para 405 cinemas no Reino Unido e na Irlanda. Em 30 de novembro de 2023, a produção será lançada na Austrália e Nova Zelândia.

## Recepção
Revisando o filme para a revista Variety, após sua estreia no SXSW, Owen Gleiberman elogiou a direção e o roteiro (principalmente seus personagens e humor), afirmando: "Bottoms é [um filme] diferente de qualquer comédia escolar que você já viu. É uma sátira à vitimização, uma sátira à violência e uma sátira de si mesmo. Ele anda na corda bamba entre a sensibilidade e a insanidade (com um pouco de inanidade), e é cheio de momentos que são desafiadoramente o que costumávamos chamar de incorreto". Valerie Complex, para a Deadline Hollywood, elogiou as atuações principais e a direção de Seligman, mas encontrou algumas falhas no roteiro, concluindo: "Bottoms é divertido, mas com alguns pequenos ajustes, ele poderia ter sido uma exploração épica das áreas cinzentas da homossexualidade e o que significa estar no centro disso quando se é adolescente". Referindo-se à produção como o "filme escolar mais excitante e sangrento do século 21" em uma crítica altamente entusiasmada para a Rolling Stone, David Fear elogiou todos os aspectos do filme, incluindo sua direção, roteiro e atuações do elenco.
No site agregador de críticas Rotten Tomatoes, 90% das 221 resenhas dos críticos são positivas, com uma classificação média de 7,5/10. O consenso do site diz: "Propulsivo e exagerado, Bottoms é um clássico instantâneo de comédia escolar que parece tanto atual quanto nostálgico". O Metacritic, que usa uma média ponderada, atribuiu ao filme uma pontuação de 74 em 100, baseado em 46 críticos, indicando críticas "geralmente favoráveis". O público entrevistado pelo PostTrak deu ao filme uma pontuação positiva de 93%, com mulheres com menos de 25 anos dando uma pontuação de 98%, e 96% dizendo que definitivamente o recomendariam.

### Bilheteria
De acordo com os registros da Metro-Goldwyn-Mayer, o filme arrecadou US$ 12.036.071 nacionalmente e US$ 940.008 no exterior, totalizando US$ 12.976.079 milhões mundialmente.
O filme estreou com um lançamento limitado em dez cinemas na cidade de Nova Iorque, Los Angeles, São Francisco e Austin, arrecadando US$ 461.052 em seu fim de semana de estreia, perfazendo uma média de US$ 46.105 por cinema. Esta foi a maior média desde "Everything Everywhere All at Once" (2022). O filme se expandiu para 715 cinemas em seu segundo fim de semana, arrecadando um total de US$ 3,58 milhões. Expandindo para 1.265 cinemas em seu terceiro fim de semana, o filme arrecadou US$ 2 milhões, terminando em décimo lugar.

## Prêmios e indicações
| Ano  | Cerimônia                            | Categoria                                                      | Indicado                                                        | Resultado | Ref.                 |
| ---- | ------------------------------------ | -------------------------------------------------------------- | --------------------------------------------------------------- | --------- | -------------------- |
| 2023 | South by Southwest                   | Prêmio do público – destaques                                  | "Bottoms"                                                       | Indicado  | [ 45 ] [ 46 ] [ 47 ] |
| 2023 | Sidewalk Film Festival               | Prêmio dos programadores – melhor filme                        | "Bottoms"                                                       | Venceu    | [ 48 ]               |
| 2023 | St. Louis Film Critics Association   | Melhor filme de comédia                                        | "Bottoms"                                                       | Indicado  | [ 49 ]               |
| 2023 | Indiana Film Journalists Association | Melhor roteiro original                                        | Emma Seligman & Rachel Sennott                                  | Indicadas | [ 50 ] [ 51 ]        |
| 2023 | Indiana Film Journalists Association | Melhores dublês                                                | Deven MacNair                                                   | Indicado  | [ 50 ] [ 51 ]        |
| 2023 | Indiana Film Journalists Association | Revelação do ano                                               | Marshawn Lynch                                                  | Indicado  | [ 50 ] [ 51 ]        |
| 2024 | Astra Film and Creative Awards       | Melhor filme de comédia                                        | "Bottoms"                                                       | Indicado  | [ 52 ]               |
| 2024 | Austin Film Critics Association      | Prêmio memorial Robert R. "Bobby" McCurdy de artista revelação | Ayo Edebiri (também por "Theater Camp" & "TMNT: Mutant Mayhem") | Indicada  | [ 53 ]               |
| 2024 | Denver Film Critics Society          | Melhor filme de comédia                                        | "Bottoms"                                                       | Indicado  | [ 54 ]               |
| 2024 | Prêmios Critics' Choice Movie        | Melhor filme de comédia                                        | "Bottoms"                                                       | Indicado  | [ 55 ]               |
| 2024 | Black Reel Awards                    | Melhor penteado e maquiagem                                    | Shandrea Williams                                               | Indicada  | [ 56 ]               |
| 2024 | Prêmios Independent Spirit           | Melhor roteiro                                                 | Emma Seligman & Rachel Sennott                                  | Indicadas | [ 57 ]               |
| 2024 | Prêmios Independent Spirit           | Melhor atuação revelação                                       | Marshawn Lynch                                                  | Indicado  | [ 57 ]               |
| 2024 | Artios Awards                        | Realização notável                                             | Laura Rosenthal, Maribeth Fox, Meagan Lewis & Kimberly Ostroy   | Indicadas | [ 58 ]               |
| 2024 | GLAAD Media Awards                   | Melhor filme                                                   | "Bottoms"                                                       | Venceu    | [ 59 ]               |